# Baillolet
Baillolet är en kommun i departementet Seine-Maritime i regionen Normandie i norra Frankrike. Kommunen ligger i kantonen Londinières som tillhör arrondissementet Dieppe. År 2022 hade Baillolet 116 invånare.

## Befolkningsutveckling
Antalet invånare i kommunen Baillolet
| Referens: INSEE |